# Еберхард I (Бамберг)
Еберхард I (на немски: Eberhard I Bischof von Bamberg; * ок. 973; † 13 август 1040, Бамберг) от род Абенберги, е първият епископ на Бамберг (1007 – 1040).

## Произход и управление
Брат е на граф Куоно-Конрад фон Рангау († 1020/1021). Роднина е на папа Дамас II († 1048), Ото епископ на Регенсбург († 1089) и Конрад I фон Абенберг († 1147), архиепископ на Залцбург (1106 – 1147).
Еберхард вероятно е много близък роднина (племенник) на император Хайнрих II (упр. 1002 – 1024), основателят на епископството Бамберг на 1 ноември 1007 г. От 1006 г. Еберхард е канцлер за Германия и Италия. През 1007 г. той е избран и помазан за епископ от архиепископа на Майнц Вилигис. Той е тесен съветник на краля като канлер на Италия от 1009 до края на 1012 г. и след това. През 1013 г. той е ерцканцлер за Италия до смъртта на император Хайнрих II през 1024 г.
Еберхард основава каноник-манастира Св. Стефан (1007/1009) и бенедиктанския манастир Михелсберг като епископски манастир (1015). Манастирската църква Св. Стефан е осветена през 1020 г. от папа Бенедикт VIII. Новият крал Конрад II (1024 – 1039) назначава за ерцлканцлер на Италия Арибо, архиепископът на Майнц. Влиянието на Еберхард в двора намалява. През 1027 г. той участва в църковния събор във Франкфурт. Хайнрих III (1039 – 1056) признава привилегиите му още пет седмици след възкачването му в управлението.
Еберхард I е погребан заедно с бамбергските епископи Егилберт († 1146), Тимо († 1201), Вулфинг фон Щубенберг († 1318) и Хайнрих II фон Щернберг († 1328) в каменен саркофаг, който днес се намира в южната стена на криптата на Бамбергската катедрала, основана през 1004 г. от император Хайнрих II.